# Baumwall (metropolitana di Amburgo)

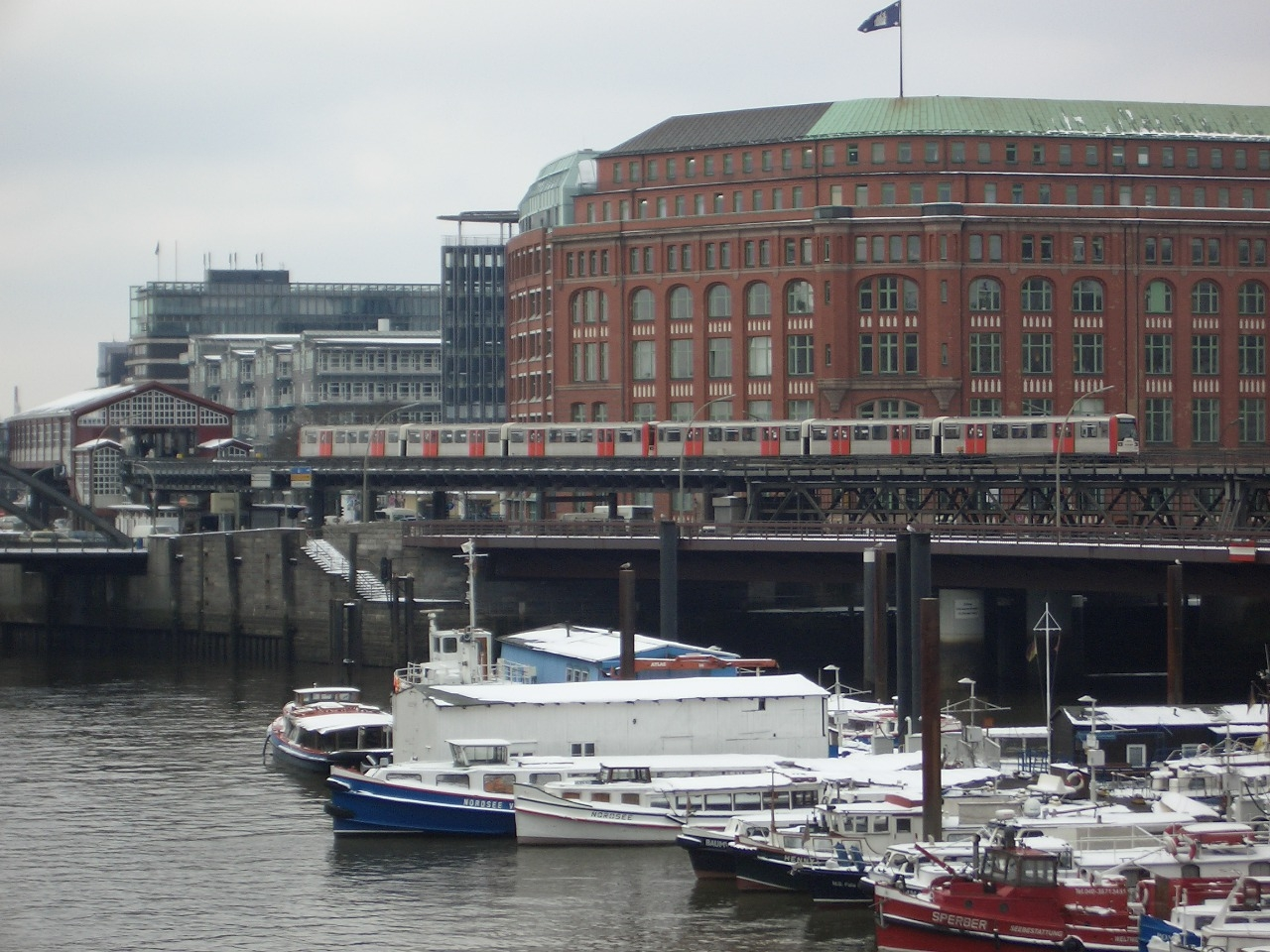
La stazione vista dal porto

Baumwall è una stazione della metropolitana di Amburgo, sulla linea U3.
Si trova a Baumwall, nel quartiere Neustadt, ed è parte del viadotto che porta al porto di Amburgo.